# Ordre d'Alphonse XII
L'ordre civil d'Alphonse XII est une décoration honorifique civile espagnole fondée par Alphonse XIII. Le décret royal du 23 mai 1902 le destinait à « récompenser le mérite dans les domaines de l'éducation, de la science, de la culture, de l'enseignement et de la recherche ». Il comportait trois grades : grand-croix, commandeur et chevalier, et la devise en était Altiora peto (« Je vise plus haut »).
Encore attribué en 1929 au chirurgien américain d'origine espagnole Rudolph Matas (en), l'ordre tombe en désuétude à partir des années 1930, mais il n'est officiellement aboli que le 2 septembre 1988, à l'occasion de la réforme de l'ordre d'Alphonse X le Sage dont « les règles sont mises en conformité avec les usages de la société actuelle et avec les principes démocratiques qui ont inspiré la constitution espagnole de 1978 ».

## Quelques personnalités distinguées par l'ordre
- Robert Baden-Powell, fondateur du scoutisme.
- Franz Courtens, peintre belge.
- Ernest Fourneau, fondateur de la chimie thérapeutique française.
- Enrique Granados, compositeur et  pianiste espagnol.
- Guglielmo Marconi, physicien, inventeur et homme d'affaires italien.

## Source
- (es) Cet article est partiellement ou en totalité issu de l’article de Wikipédia en espagnol intitulé « Orden de Alfonso XII » (voir la liste des auteurs).